# Thawi Watthana
Thawi Watthana (en tailandés: ทวีวัฒนา) es uno de los 50 distritos de Bangkok, capital de Tailandia. Es fronterizo (en el sentido de las agujas del reloj) con: el Amphoe Bang Kruai de la provincia de Nonthaburi, Taling Chan, Bang Khae, y Nong Khaem distritos de la capital también, Sam Phran y Phutthamonthon, amphoes de la provincia de Nakhon Pathom.

## Historia
La denominación procede del khlong Thawi Watthana, que recorre el distrito de noroeste a sudeste. Fue un tambon, parte del Amphoe Taling Chan de la provincia de Thon Buri. Alcanzó la condición de distrito el 6 de marzo de 1998. Buena parte del territorio era usado para la agricultura cuando los numerosos khlong sumnistraban agua para el riego de las huertas. Sin embargo, gradualmente se ha ido reemplazando el suelo agrícola por viviendas, aprovechando las grandes avenidas construidas.

## Lugares de interés
Utthayan Road (ถนนอุทยาน), la calle que se dirige hacia Phutthamonthon, es una de las más bellas avenidas de Tailandia, con 3.861 metros de largo y 90 de ancho, dividida por una avenida central y dos paralelas a ambos lados. Las farolas están decoradas con Hongs (หงส์, un pájaro en la mitología tailandesa). La calle fue planeada como parte de un gran proyecto desarrollado por el entonces primer ministro, Plaek Pibulsonggram, durante los años 50. El proyecto se paralizó y se retomó en 1999. El nombre original de la calle era Aksa (อักษะ, eje).
Siamese Cat Park (อุทยานแมวไทยโบราณ) es una granja de una rara raza de gatos siameses llamada Khao Manee (ขาวมณี). Los gatos tiene la característica de poseer cada ojo de un color distinto. Proceden de los felinos del rey Chulalongkorn, que recogió los últimos nueve ejemplares vivos que quedaban y procuró su reproducción.
Mercado de Thon Buri (ตลาดนัดธนบุรี) o Sanam Luang 2 (สนามหลวง 2) es un mercado tradicional de venta de productos agrícolas, jardinería, animales domésticos, orquídeas, etc.

## Administración territorial
El distrito se divide en dos subdistritos(Kwaeng):
| 1. | Thawi Watthana | ทวีวัฒนา      |
| 2. | Sala Thammasop | ศาลาธรรมสพน์ |